# Meconemopsis borellii
Meconemopsis borellii är en insektsart som beskrevs av Heinrich Hugo Karny 1924. Meconemopsis borellii ingår i släktet Meconemopsis och familjen vårtbitare. Inga underarter finns listade i Catalogue of Life.